# Moraea fragrans
Moraea fragrans är en irisväxtart som beskrevs av Peter Goldblatt. Moraea fragrans ingår i släktet Moraea och familjen irisväxter. Inga underarter finns listade i Catalogue of Life.